# Orgue de salon

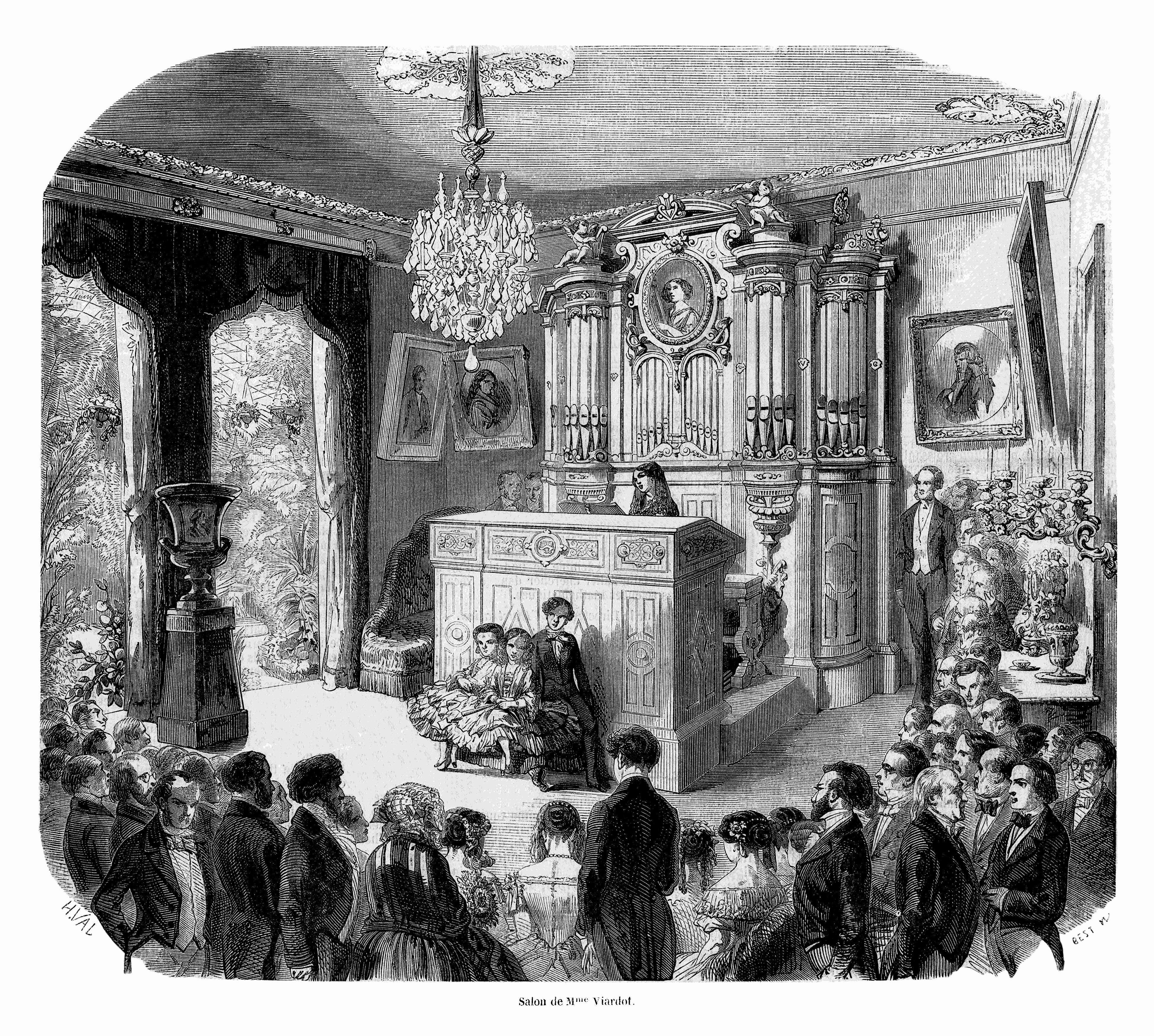
Salon de M^{me} Viardot, 1853.

L’orgue de salon est un type d'orgue à tuyaux souvent, dans la tradition française, d'esthétique romantique et de dimensions adaptées à un logement privé, généralement plus modestes que celles des grandes-orgues d’église ou de concert.

## Histoire
L'orgue, tout d'abord instrument profane, fut certainement placé très tôt dans une Aule privée, comme l'orgue romain d'Aquincum, finalement destiné à la distraction du corps de pompiers de cette ville. On retrouvera bien plus tard le portatif, le positif et la régale comme instruments autant d'usage privé que religieux (processions, chapelles). S'il prend alors parfois aujourd'hui dans ces acceptions, comme instrument privé, le nom d'orgue de salon, c'est par extension. On lui préférera le nom d'« orgue domestique » (Suisse romande, culture germanique) ou « orgue de chambre » (chamber organ, Royaume-Uni).
L'orgue de salon proprement dit est d'esthétique romantique : il a eu son apogée au XIXe siècle, placé dans les appartements de certains amateurs d'orgue, parfois aussi d'organistes richement dotés. Certains furent vendus, ce qui permet de les retrouver dans des églises de petite taille — à l'instar de l'instrument construit par Aristide Cavaillé-Coll pour Pauline Viardot, désormais installé en la Collégiale Notre-Dame de Melun —, dans des chapelles, ou dans le chœur ou une chapelle d'une église où il seconde le grand-orgue. De par sa proximité avec le célébrant, le maître de chapelle, les choristes ou les musiciens, on lui confie alors l’accompagnement de ceux-ci. Le grand-orgue, souvent placé au fond de l'église en tribune, est alors réservé à l'exécution de grandes pièces ainsi qu'à l'accompagnement des fidèles.
L'orgue de salon peut aller d'un instrument de quelques jeux  jusqu'à 70 registres pour le plus grand orgue privé réalisé pour le baron Albert de l'Espée (désormais orgue principal de la basilique du Sacré-Cœur à Paris, il comporte des jeux de trente-deux pieds). Il est destiné à la présentation d'un répertoire typique, moins religieux, comme certaines pièces d'Eugène Gigout ou de Louis Vierne.